# Zhaoyuan
Zhaoyuan léase Zháo-Yuán (en chino:招远市, pinyin:Zhāoyuǎn shì) es un municipio bajo la administración directa de la ciudad-prefectura de Yantai. Se ubica al oeste de la provincia de Shandong, este de la República Popular China. Su área es de 1433 km² y su población total para 2010 fue de +500 mil habitantes.

## Administración
El municipio de Zhaoyuan se divide en 13 pueblos que se administran en 4 subdistritos y 9 poblados. 

## Historia
El oro fue descubierto en la dinastía Tang. El nombre "Zhaoyuan" fue creado por un emperador de la dinastía Song del norte en el año 1131. 
En 1949, se fundó la China comunista. Zhaoyuan sufrió varios movimientos políticos y la economía no se recuperó de manera efectiva. En 1978, Deng Xiaoping cambió el sistema económico con la política de Reforma y Apertura. La gente en Zhaoyuan se hizo más rica que antes con el rápido crecimiento de la industria.
Actualmente Zhaoyuan es bien conocida por su abundante depósito y producción de oro. En 2002 la ciudad fue apodada "la ciudad de Oro de China" por la asociación de oro nacional.